# Юкноом-Ч'еєн II
Юкноом-Ч'еєн II Великий (14 вересня 600 — 686) — ахав і калоомте Канульського царства з 636 до 686 року. При ньому держава досягла найбільшої потуги та величі.

## Життєпис

### Перша війна з Мутулєм
Походив зі Зміїної династії. Син ахава Ук'ай-Кана. У 636 році після смерті брата Юкноом-…ль стає ахавом Кануля. Церемонія сходження на трон відбулася 9.10.3.5.10, 8 Ок 18 Сіп (1 травня 636 року). Незабаром він зміг встановити вплив на Південне мутульське царство. Володар останнього, Баахлах-Чан-К'авііль у 643 році визнав зверхність Юкноом-Ч'еєна II. За однією версією Баахлах-Чан-К'авііль втік під мутульських військ під покровительство канульського ахава. За іншою версією, Юкноом-Ч'еєна II переміг війська Південного Мутуля, змусивши його ахава підкоритися. Після цього спрямував війська останнього проти мутульського царства.
Незабаром після цього Юкноом-Ч'еєн II встановив контроль над розташованим на південь-схід від нього Йак-К'аном. На панелі з Канкуена повідомляється, що в день 9.10.19.5.14, 13 Іш 7 Кумк'у (11 лютого 652 року) Юкноом-Ч'еен ІІ брав участь в якійсь події (дієслово події не збереглося). Цар Йак-К'ана — К'ііб-Ахав — сів на панування в день 9.11.4.4.0, 11 Ахав 8 Муваан (12 грудня 656 року) як васал Юкноом-Ч'еена ІІ.
У 657 році Юкноом-Ч'еєн ІІ розвинув досягнутий успіх і перейшов до активних дій проти Мутуля. У день 9.11.4.5.14, 6 Іш 2 К'аяб (15 січня 657 року) він атакував Йашмутуль, змусивши його правителя — Нуун-Ухоль-Чаак втекти зі своєї столиці. Втім встановити повний контроль над мутульською державою Юкноом-Ч'еєну ІІ встановити не вдалося. Тому між 657—662 роками було укладено мирну угоду, за якою Нуун-Ухоль-Чаак продовжив правити в мутулі в обмін на визнання васальної залежності від Канульського царства. Договір був закріплений спільною участю Баахлах-Чан-К'авііля і Нуун-Ухоль-Чаак в церемонії ініціації спадкоємця канульского престолу Юкноом-Їч'аак-К'ак'а, яка мала місце в місті Яша' поблизу Чіікнааб'а.

### Боротьба за Середню Усумасінту
У 658 році відбувся обряд «взяття ко'хава» в царстві Йокіб-К'ін, яке разом з іншими васалами підтвердила залежність від Канульського царства. Водночас розпочалася підготовка до війни проти царства Сакц'і. Водночас Юкноом-Ч'еєн ІІ стикнувся з новими амбіціями Баакульського царства. У 659 році Баакуль почав наступ на сусідні царства в долині Середньої Усумасінти, які були союзниками або васалами Йокіб-К'ін й відповідно Кануля.
Успіхи баакульських військ в долині Усумасінти змусили Юкноом-Ч'еєна II напочатку 662 року очолити похід на захід. 9.11.9.8.11, 4 Чувен 14 Кумк'у (15 лютого 661 року) канульські війська розбили противника (поки не встановлено якого), наступного дня було переможено царство Вабе', васал Баакуля. У день 9.11.9.11.3, 4 Ак'баль 1 Сіп (8 квітня 662 року) на трон царства Амт'уль посаджено васального ахава —Муваан-Холь-Пакаля. Втім того ж року Баакуль відновив контроль над Вабе'. Але вже у 664 році Іцам-К'ан-Ак III, ахав Йокіб-К'іна, й васал Юкноом-Ч'еєна ІІ знову підкорив Вабе'.
З середини 660-х років Юкноом-Ч'еєн II знову зосередив основну увагу на центральних низовинах. Тут він у 656 році втрутився у внутрішні суперечні васального царства Сан-Нікте', де у 658 році знову встановив залежного правителя — Хуун-Чак-Нааб'-Каана. також успішно вплив на ситуацію в державі Вака'.

### Друга війна з Мутулєм
У 672 році нову війну проти союзників Канульського царства розпочав мутульський ахав Нуун-Ухоль-Чаак. Останній зумів встановити владу над низькою канульських васалів (Південний Мутуль, Вака', Сан-Нікте'). Втім вже у 675 році Юкноом-Ч'еєн ІІ відновлює зверхність над Вака' і Сан-Нікте'. У день 9.12.4.11.1, 7 Іміш 9 Каяб (17 січня 677 року) під егідою Юкноом-Ч'еена ІІ відбулося воцаріння Чан-Ак-Ві', нового ахава Йак-К'ана (можливо його також повалив Нуун-Ухоль-Чаак).
У день 9.12.5.9.14, 2 Іш 17 Муваан (16 грудня 677 року) Юкноом-Ч'еєн ІІ захопив місто Пулууль, в якому тоді перебував Нуун-Ухоль-Чаак, змусивши того тікати до міста Ті'-Паптуун. Незабаром після цього канульський калоомте відновив на троні Баахлах-Чан-К'авііля. 3 травня 679 (9.12.6.16.17, 11 Кабан 10 Соц') році військо мутульців остаточно переможено.

### Останні походи
У 680 році починається повстання Саальського царства, яке атакує царство К'анту. Між 680—682 роками Юкноом-Ч'еєн II здійснив низку походів у відповідь, в результаті якого не тільки загинув цар Сааля, та обірвалася місцева династія.
Останні роки були сповнені проведенням ритуальних дійств, якими правителі залежних держав (Хіш-Виц (Сапоте-Бобаль), Дос-Пілас, Йокіб-К'ін) підтверджували визнання зверхності Канульського царства. До кінця правління Юкноом-Ч'еєна II Канульська держава була панівною силою в світі майя. Воно простягалося від сучасного центрального Кінтана-Роо на півночі до верхньої течії річки Пасьон на півдні і від Гріхальви на заході до Карибського моря на сході, його ядром були південь Кінтана-Роо, північний і західний Петен, Беліз і Петешбатун.
Точна дата смерті Юкноом-Ч'еєна II невідома. Він помер десь на початку 686 року.

## Родина
- Юкноом-Їч'аак-К'ак, ахав з 686 до 693 року
- донька, дружина К'ініч-Йоок-Акана, ахава Сак-Нікте'